# Jamal Agnew
Jamal Agnew (San Diego, 4 aprile 1995) è un giocatore di football americano statunitense che milita nel ruolo di wide receiver per i Jacksonville Jaguars della National Football League (NFL).

## Carriera

### Detroit Lions
Agnew al college giocò a football all'Università di San Diego dal 2013 al 2016. Fu scelto nel corso del quinto giro (165º assoluto) nel Draft NFL 2017 dai Detroit Lions. Debuttò come professionista subentrando nella gara del primo turno contro gli Arizona Cardinals. Sette giorni dopo contro i New York Giants ritornò un punt per 88 yard in touchdown nel quarto periodo, sigillando la vittoria della sua squadra. Per questa prestazione fu premiato come miglior giocatore degli special team della NFC della settimana. A fine stagione fu inserito nel First-team All-Pro dall'Associated Press come punt returner dopo avere guidato la NFL con 447 yard su ritorno di punt.

### Jacksonville Jaguars
Il 17 marzo 2021 Agnew firmò un contratto triennale del valore di 21 milioni di dollari con i Jacksonville Jaguars. Nella settimana 3 pareggiò il record NFL per la più lunga giocata ritornando un field goal sbagliato per 109 yard in touchdown contro gli Arizona Cardinals. Alla fine di settembre fu premiato come giocatore degli special team del mese dopo avere segnato due touchdown da oltre 100 yard.
Nel 2022 Agnew fu convocato per il suo primo Pro Bowl al posto dell'infortunato Devin Duvernay.

## Palmarès
- Convocazioni al Pro Bowl: 1

2022
- First-team All-Pro: 1

2017
- Giocatore degli special team della NFC del mese: 1

settembre 2021
- Giocatore degli special team della NFC della settimana: 1

2ª del 2017
- PFWA All-Rookie Team - 2017